# Maria João Luís
Maria João Correia Luís (Lisboa, 30 de Dezembro de 1963) é uma atriz e encenadora portuguesa, conhecida pelos seus trabalhos televisivos e teatrais.

## Biografia e carreira
Maria João Correia Luís, nasceu em Lisboa, no dia 30 de dezembro de 1963. Cresceu na Alhandra, uma freguesia do concelho de Vila Franca de Xira. Fez-se atriz n’A Barraca, onde começou, e tem hoje a sua própria companhia, o Teatro da Terra, no Seixal. Trabalhou depois no Teatro da Casa, Fundação Calouste Gulbenkian, Teatro da Malaposta, Teatro da Comuna.
Aos três anos de idade, em 1967, perdeu mais de trinta familiares nas cheias que assolaram o Ribatejo, entre as várias vítimas mortais da sua família, estava incluída a sua avó paterna.
No Teatro da Cornucópia participou em A Comédia de Rubena de Gil Vicente (enc.: Luís Miguel Cintra), Antes que a noite venha de Eduarda Dionísio (enc.:Adriano Luz), Tito Andrónico de Shakespeare e Um Homem é um Homem de Bertolt Brecht (enc.: Luis Miguel Cintra). Trabalha frequentemente com António Pires, no Teatro do Bairro. Fundou com Pedro Domingos o Teatro da Terra, sediado no Seixal, encenando e interpretando várias peças. Interpretou várias peças na televisão com direcção de Ferrão Katzenstein, Artur Ramos, Cecilia Neto e Luís Filipe Costa.
No cinema, estreia-se em 1991, com o filme A Idade Maior. Seguem-se outros filmes, como O Fim do Mundo, Encontros Imperfeitos e Aqui na Terra, todos em 1993.
Estreou-se em televisão em 1992, na telenovela Cinzas, na RTP1. A partir de então, tornou-se numa das atrizes portuguesas mais requisitadas pelos canais televisivos. Após a sua estreia na RTP, segue-se a novela Verão Quente (1993), passando mais tarde a integrar o elenco de outros projetos nos canais privados, como Sim Sr. Ministro (1996 - TVI) ou Jornalistas (1999 - SIC).
Em 1998, integrou o elenco de Os Lobos no papel de Maria de Fátima. No mesmo ano, entrou no filme Tráfico. Entre 2001 e 2002, reforça as novelas Ganância e Fúria de Viver, para a SIC. Em 2001, protagoniza o filme Camarate, que retrata o trágico acidente de avião que vitimou Francisco Sá Carneiro.
Em 2003, interpreta a sua primeira protagonista em televisão na telenovela Queridas Feras, na TVI, estação onde trabalhou até 2012. No canal de Queluz de Baixo entrou no elenco de diversos projetos, na maioria como protagonista ou antagonista, são os casos de Mistura Fina (2004), Doce Fugitiva (2006), Feitiço de Amor (2008), Sedução (2010) e Doce Fugitiva (2012).
Em 2009, Maria João Luís e o marido, Pedro Domingos, técnico de som e de luz, criaram a companhia Teatro da Terra, em Ponte de Sor, no Alentejo.
Depois de nove anos ao serviço da TVI, em 2013, é contratada pela SIC, regressando assim ao canal. No regresso ao canal do Grupo Impresa, deu vida à grande vilã da novela Sol de Inverno.  Mais tarde, em 2015, protagonizou Poderosas, entra em Amor Maior (2016), Vidas Opostas (2018) e, em 2019 regressa ao papel de antagonista, com a vilã Eduarda Ferreira, na novela de sucesso Terra Brava.
Maria João Luís foi vencedora do Globo de Ouro da SIC na categoria de Teatro, enquanto encenadora de Ninguém se Ouve, Ninguém se Vê, criado a partir de A Gaivota, de Anton Tchekhov, numa produção do Teatro da Terra levada à cena no Teatro Cinema de Ponte de Sor, em 2014. Em 2021, volta a ser premiada no mesmo evento, desta vez na categoria de melhor globo de ouro especial 25 anos de ficção.
Em dezembro 2017, foi escolhida para a capa da Revista Activa. Dois anos depois, em 2019, recebe os Prémios ACTIVA Mulheres Inspiradoras, na categoria Artes.
Em 2024, protagoniza a peça Mãe Coragem, com encenação de António Pires, no âmbito do cinquentenário da Revolução de 25 de Abril de 1974. No mesmo ano, encenou a peça teatral A Festa.

## Vida pessoal
É casada com Pedro Domingos, que conheceu aos 26 anos, com quem tem três filhos: Jaime, Artur e Lucas.

## Posicionamento político
A atriz é simpatizante do Partido Comunista Português, que apoia e demonstra a sua posição partidária.
Ainda, é desde 2021 a apresentadora oficial da Festa do Avante!, cabendo-lhe a si a apresentação dos palcos com o radialista Cândido Mota (locutor). 

## Teatro
Iniciou-se em 1985 n' A Barraca, sob a direcção de Hélder Costa. Trabalhou depois no Teatro da Casa da Comédia, ACARTE, Teatro da Malaposta, Comuna - Teatro de Pesquisa. No Teatro da Cornucópia foi dirigida por Luís Miguel Cintra em A Comédia de Rubena, de Gil Vicente, Tito Andrónico, de Shakespeare e Um Homem é um Homem,  de Bertolt Brecht; por Adriano Luz em Antes Que a Noite Venha, de Eduarda Dionísio. Recentemente interpretou nos Artistas Unidos a peça de Antonio Tarantino, Stabat Mater, numa encenação de Silva Melo, valendo-lhe o Prémio da Crítica da Associação dos Críticos de Teatro de 2006.

### Outras peças de teatro (como atriz e encenadora)
- Ninguém se Ouve, Ninguém se Vê, criado a partir de A Gaivota, de Anton Tchekhov - como encenadora, em 2014
- Mãe Coragem - como atriz, no papel de protagonista, em 2024
- A Festa - como encenadora, em 2024

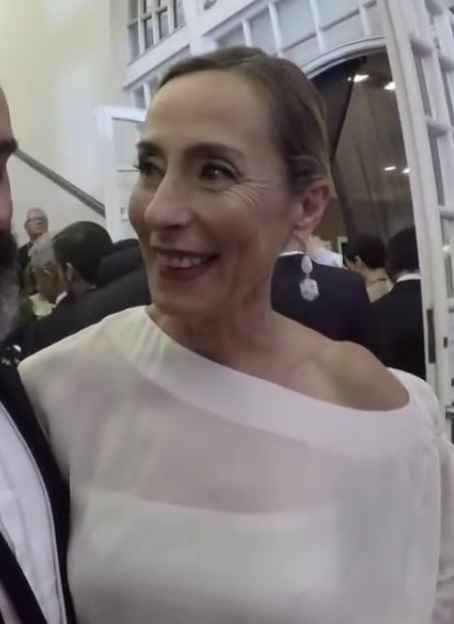
Maria João Luís na XXII Gala dos Globos de Ouro, em 2017

## Filmografia

### Televisão
| Ano         | Projeto                        | Papel                            | Notas                 | Canal |
| ----------- | ------------------------------ | -------------------------------- | --------------------- | ----- |
| 1992 - 1993 | Cinzas                         | Matilde Amaral Veiga             | Elenco Principal      | RTP1  |
| 1993 - 1994 | Verão Quente                   | Alice Amaral                     | Elenco Principal      | RTP1  |
| 1994        | Guerras de Alecrim e Manjerona |                                  | Elenco Principal      | RTP1  |
| 1996 - 1997 | Polícias                       | Rita                             | Co- Protagonista      | RTP1  |
| 1996 - 1997 | Sim Sr. Ministro               | Ana Branquinho                   | Elenco Principal      | TVI   |
| 1998 - 1999 | Os Lobos                       | Maria de Fátima «Daisy»          | Elenco Principal      | RTP1  |
| 1998        | Médico de Família              |                                  | Participação Especial | SIC   |
| 1999 - 2000 | Jornalistas                    | Júlia                            | Elenco Principal      | SIC   |
| 2000        | Cruzamentos                    | Joana                            | Elenco Principal      | RTP1  |
| 2000        | Ajuste de Contas               | Natércia Vaz                     | Elenco Principal      | RTP1  |
| 2001        | Segredo de Justiça             |                                  | Participação Especial | RTP1  |
| 2001        | Ganância                       | Margarida                        | Elenco Principal      | SIC   |
| 2002        | Fúria de Viver                 | Paula Rocha                      | Coadjuvante           | SIC   |
| 2003 - 2004 | Queridas Feras                 | Maria Augusta Rosado             | Protagonista          | TVI   |
| 2004 - 2005 | O Jogo                         | Filomena                         | Elenco Principal      | SIC   |
| 2004 - 2005 | Mistura Fina                   | Maria do Rosário Côrte-Real      | Protagonista          | TVI   |
| 2005 - 2006 | Dei-te Quase Tudo              | Sílvia Capelo                    | Elenco Principal      | TVI   |
| 2006        | Bocage                         | Cecília Bersane                  | Elenco Principal      | RTP1  |
| 2006        | Quando os Lobos Uivam          | Filomena                         | Protagonista          | RTP1  |
| 2006 - 2007 | Doce Fugitiva                  | Natália de Noronha               | Antagonista           | TVI   |
| 2008        | Casos da Vida                  | Paula Mendes                     | Participação Especial | TVI   |
| 2008 - 2009 | Feitiço de Amor                | Maria Antónia Reis               | Co- Protagonista      | TVI   |
| 2010        | Destino Imortal                | Lídia                            | Antagonista           | TVI   |
| 2010 - 2011 | Sedução                        | Maria Alice Mendes Soares        | Protagonista          | TVI   |
| 2012        | Doce Tentação                  | Antónia Santinho Vieira da Silva | Participação Especial | TVI   |
| 2013        | Uma Família Açoriana           | Maria Isabel do Canto            | Protagonista          | RTP1  |
| 2013 - 2014 | Sol de Inverno                 | Laura Teles de Aragão            | Antagonista           | SIC   |
| 2015 - 2016 | Poderosas                      | Jacinta Lourenço                 | Protagonista          | SIC   |
| 2016 - 2017 | Amor Maior                     | Pilar Tavares                    | Coadjuvante           | SIC   |
| 2018 - 2019 | Vidas Opostas                  | Salomé Lemos                     | Coadjuvante           | SIC   |
| 2019 - 2021 | Terra Brava                    | Maria Eduarda Gonçalves Ferreira | Antagonista           | SIC   |
| 2024        | Os Lusíadas                    | Declamadora                      |                       | RTP1  |

### Cinema
| Ano  | Título                                         | Personagem               | Ref.      |
| ---- | ---------------------------------------------- | ------------------------ | --------- |
| 1991 | A Idade Maior                                  | Tia                      | ---       |
| 1992 | No Dia dos meus Anos                           | Voz da Laura             | ---       |
| 1993 | O Fim do Mundo                                 | Alda                     | RTP       |
| 1993 | Encontros Imperfeitos                          | Laura                    | ---       |
| 1993 | Coitado do Jorge                               | Voz da Helena            | ---       |
| 1993 | Aqui na Terra                                  | Voz da Isabel            | ---       |
| 1998 | Tráfico                                        | António Suzette Almeida  | ---       |
| 2000 | Mal                                            | Voz da Cathy             | ---       |
| 2001 | Die innere Sicherheit                          | Recepcionista            | ---       |
| 2001 | Camarate                                       | Luísa                    | RTP       |
| 2003 | A Mulher que Acreditava ser Presidente dos EUA | Quinta senhora do comité | ---       |
| 2003 | Debaixo da Cama                                | Lurdes Vicário           | ---       |
| 2007 | Lobos                                          | Ivone                    | ---       |
| 2010 | A Bela e o Paparazzo                           | Sofia                    | RTP       |
| 2011 | Efeitos Secundários                            | Laura                    | ---       |
| 2012 | Em Câmara Lenta                                | Laurence                 | ---       |
| 2014 | Casanova Variations                            | Tia                      | ---       |
| 2015 | Bobô                                           | Mãe de Sofia             | ---       |
| 2015 | Jogo de Damas                                  | Ana                      | RTP/TVI24 |

Participou, no cinema, em filmes de Fernando Matos Silva, Teresa Villaverde, João Botelho, Jorge Cramez e José Nascimento, sendo a sua mais recente participação em A Outra Margem de Luís Filipe Rocha (2007).
Recebeu, em 2003, o Prémio de Melhor Actriz no Festival de Curtas Metragens de Badajoz, com o filme Crónica Feminina, de Gonçalo Luz (2002).

## Voz-off
Para além de alguns trabalhos publicitários, a sua voz foi durante 10 anos (1992 a 2002) a oficial de sistema da Telecel em vários serviços IVR (Voice mail, Apoio a clientes, etc.).

## Prémios e Reconhecimentos
- 2014 - Globo de Ouro, na categoria de melhor atriz de teatro;
- 2019 - Prémios ACTIVA Mulheres Inspiradoras, na categoria Artes;[40]
- 2021 - Globo de Ouro especial 25 anos SIC, na categoria de Ficção;[41]

Troféus de Televisão TV 7 Dias/Impala
| Ano  | Prémio                        | Resultado |
| ---- | ----------------------------- | --------- |
| 2021 | Telenovelas - Atriz Principal | Indicado  |